# Ewald Wiśniowski
Ewald Jan Wiśniowski (ur. 24 listopada 1927 w Bogucicach, obecnie dzielnica Katowic, zm. 23 czerwca 1970 w Zabrzu) – polski piłkarz, zawodnik między innymi Górnika Zabrze.
Wiśniowski, noszący boiskowy przydomek "Dupuś", grał na pozycji lewoskrzydłowego. Jego oficjalne dane z czasów aktywnej kariery sportowej to wzrost 170 cm i waga 67 kg, a zawodowo występował jako górnik i instruktor piłki nożnej.
Był wychowankiem Gwiazdy Bogucice, w barwach której rozpoczął treningi w 1941; klub nosił w tym okresie niemiecką nazwę TuS. W 1945 przez pewien czas był piłkarzem KS 20 Katowice i Pocztowego KS Katowice, w latach 1946–1948 grał w Pogoni Barlinek, w latach 1948–1950 ponownie w KS 20 Katowice. W 1951 przeszedł do Górnika Radlin, w barwach którego miał okazję debiutować w ekstraklasie. W 1954 sprowadzony jako czołowy zawodnik radlińskiego klubu do Górnika Zabrze, nie zdołał wywalczyć sobie stałego miejsca w składzie. W zabrskim klubie rozegrał jeden sezon na zapleczu najwyższej klasy rozgrywkowej, a po awansie do ekstraklasy zaliczył w latach 1956–1957 łącznie 19 spotkań, w których strzelił 6 bramek. Jeden mecz ligowy w sezonie dał mu prawo legitymowania się tytułem mistrza Polski za rok 1957. W tymże sezonie wystąpił też w jednym spotkaniu Pucharu Polski, w którym Górnik wyeliminował rezerwy Łódzkiego Klubu Sportowego; Górnik zdołał później dotrzeć do finału tych rozgrywek (Wiśniowski już w kolejnych meczach nie grał), ale trofeum przypadło ostatecznie pierwszemu zespołowi ŁKS.
Wiśniowski zaliczył też kilkumiesięczny epizod w Stali Lublin, a w 1958 powrócił do Katowic. Grał w barwach Górnika 20 Katowice, dawnego KS 20; później klub ten, po fuzji z innymi zespołami, nosił miano GKS Katowice. Wiśniowski występował do 1961.
Jako piłkarz Górnika Radlin zaliczył jeden mecz w reprezentacji Polski. 13 września 1953 wystąpił w meczu z Bułgarią w Sofii, strzelając bramkę, którą ustalił końcowy wynik spotkania na 2:2. Trenerem polskiego zespołu był wówczas Ryszard Koncewicz.
Określany był jako piłkarz szybki i zwinny, który "nie dotknął piłki prawą nogą, jakby się jej brzydził" (A. Gowarzewski, J. Waloszek).
Zmarł z powodu stwardnienia rozsianego. Pochowany został na cmentarzu kościoła Św. Anny, usytuowanym tuż za kościołem Św. Józefa, 300 metrów od stadionu Górnika Zabrze.